# Ludovic Grootaers
Ludovic Jean Joseph Grootaers (Tongeren, 9 augustus 1885 – Leuven, 12 oktober 1956) was een Belgische dialectoloog en taalkundige.

## Situering
Grootaers werd tijdens zijn leven vooral bekend als stichter van de Zuidnederlandsche Dialectcentrale in 1922, die de basis zou gaan vormen voor de latere dialectologie en variatielinguïstiek aan de KU Leuven en van groot belang zou worden voor de dialectologie in het hele Nederlandse taalgebied. Daarnaast publiceerde hij in 1931 een omvangrijk Frans-Nederlands vertaal- en uitspraakwoordenboek: Nouveau Dictionnaire français-néerlandais, néerlandais-français et dictionnaire de prononciation des deux langues. Nieuw Fransch-Nederlandsch Woordenboek, Nederlandsch-Fransch Woordenboek tevens uitspraakwoordenboek voor beide talen. Het was het eerste uitgebreide tweetalige woordenboek in zijn soort. Hij was bovendien van 1920 tot 1955 hoofdredacteur en uitgever van het tijdschrift Leuvense Bijdragen.

## Levensloop
Grootaers werd geboren in Tongeren als enige zoon in een Tongers gezin. Hij ging eerst naar de humaniora aan het Onze-Lieve-Vrouwecollege te Tongeren. Lager ging hij naar het klein seminarie in Sint-Truiden. In 1903 schreef hij zich in als student in de Germaanse filologie in Leuven. Na een actieve studententijd - hij was bestuurslid van studentenverenigingen als Met Tijd en Vlijt en Germania - promoveerde hij in 1907 met een proefschrift over het dialect van Tongeren. Dat proefschrift werd gepubliceerd in de jaargangen 1908 en 1909 van het tijdschrift Leuvense Bijdragen.
Grootaers begon in 1907 als leraar in het middelbaar onderwijs in het gemeentelijk college in Nijvel. Van 1908 tot 1919 was hij leraar Nederlands in het college in amen en van 1919 tot 1935 gaf hij Engels en Nederlands aan het atheneum in Leuven. In Namen leerde hij zijn vrouw kennen, die hem ook hielp met zijn wetenschappelijk werk. Grootaers en zijn vrouw kregen zes kinderen. De oudste zoon, Willem Grootaers (1911-1999), pater Scheutist, werd door zijn vader opgeleid als dialectoloog en zou als dusdanig de dialectologie in China en Japan introduceren.
Tijdens zijn carrière als leraar bleef Grootaers actief in de wetenschappelijke wereld. Na de publicatie van zijn proefschrift schreef hij samen met Jan Grauls een uitvoerige klankleer van het dialect van Hasselt. In 1920 werd Grootaers assistent van de directeur van het instituut voor fysiologie in Leuven, waar het fonetisch laboratorium was gevestigd. Hij nam onmiddellijk de oefeningen in de experimentele fonetiek voor zijn rekening. Vanaf 1921 gaf hij Nederlands aan de hogere Handelsschool, in 1922 werd hij benoemd als directeur van het fonetisch laboratorium en in 1924 werd hij docent aan de faculteit van de wijsbegeerte en de letteren. Hij verliet het middelbaar onderwijs definitief in 1935, toen hij tot hoogleraar (professor ordinarius) werd gepromoveerd. Hij doceerde verschillende vakken rond fonetiek, met inbegrip van experimentele fonetiek, klankleer, dialectologie en verklaring van Duitse schrijvers.
Grootaers ging met emeritaat in 1950 en stierf in Leuven op 71-jarige leeftijd.

## Werk

### Zuidnederlandsche Dialectcentrale
In 1920 hield Grootaers een lezing voor het eerste Vlaamse filologencongres na de Eerste Wereldoorlog. Hij presenteerde er een plan voor de organisatie en centralisatie van dialectonderzoek en zocht mensen die hier samen met hem aan wilden werken. Twee jaar later was de Zuidnederlandsche Dialectcentrale een feit. 
Het werd niet de vereniging van dialectologisch opgeleide medewerkers en collega's, die Grootaers voor ogen had, maar wel een langlopend wetenschappelijk project, dat hij jarenlang vrijwel in zijn eentje droeg. Grootaers had het plan opgevat om een taalatlas, een woordenboek en een reeks historische publicaties van de zuidelijke dialecten samen te stellen. Daarvoor had hij in de eerste plaats een materiaalverzameling nodig, want op enkele losse verzamelingen van meestal kleinere gedeelten van het taalgebied na was er nog niets. In de periode tussen 1922 en 1956 stuurde hij 50 dialectvragenlijsten naar enkele honderden respondenten. Die vond hij tijdens de eerste jaren bij zijn studenten fonetiek. In de loop van de jaren breidde dat netwerk uit naar meer dan 800 respondenten: hoofdzakelijk (oud-)studenten, onderwijzers en priesters. Die ingevulde vragenlijsten liggen nog steeds ter inzage in het dialectarchief van de KU Leuven. Na het overlijden van Grootaers in 1956 werden geen nieuwe vragenlijsten meer uitgestuurd.
Naast de vragenlijsten vormden ook licentiaatsverhandelingen een manier om gegevens te verzamelen. In de periode tussen 1922 en 1950 (toen Grootaers met emeritaat ging) werden er 52 klank- en vormleren geschreven en 21 verhandelingen met een ander onderwerp (historisch, woordgeografie, syntaxis enz.). In de Mededelingen verschenen in dezelfde periode 32 woordgeografische studies. Daarnaast waren er in de loop van de tijd geregeld samenwerkingsverbanden met het noorden. Zo werd er voor de Taalatlas van Noord- en Zuid-Nederland gebruikgemaakt van materiaal uit de Zuidnederlandsche Dialectcentrale.

### Woordenboek Frans-Nederlands
In 1931 publiceerde Grootaers de Nouveau Dictionnaire français-néerlandais, néerlandais-français et dictionnaire de prononciation des deux. Nieuw Fransch-Nederlandsch, Nederlandsch-Fransch Woordenboek tevens uitspraakwoordenboek voor beide talen, waarin hij zijn kennis van het Frans, het Nederlands en de fonetiek samenbracht. Het woordenboek van Grootaers kende tussen 1931 en 1988 achttien edities.

### Leuvense bijdragen
Leuvense Bijdragen is het tijdschrift voor Germaanse filologie van de KU Leuven. Het tijdschrift werd in 1896 opgericht door prof. Philémon Colinet en prof. Léon Goemans. Zij bleven de drijvende kracht achter het tijdschrift tot in 1912. Tijdens de Eerste Wereldoorlog verscheen het tijdschrift niet. In 1920 nam Grootaers de redactie in 1920 van zijn mentoren over. Grootaers zou uitgever en hoofdredacteur van het tijdschrift blijven tot in 1955. Hij zorgde ervoor dat het ook tijdens de Tweede Wereldoorlog verscheen.